# Krasnaja Zvjazda
Krasnaja Zvjazda (belarusiska: Красная Звязда), tidigare Radziwiłłmonty, är en by i Belarus. Den ligger i voblasten Minsks voblast, i den centrala delen av landet, 120 km sydväst om huvudstaden Minsk. Krasnaja Zvjazda ligger 167 meter över havet och antalet invånare är 500.
Förr hade byn namn efter ätten Radziwiłłs sommaresidens, ett slott som låg där fram tills det slutligen övergavs på 1980-talet. Efter Rigafreden 1921 blev den en del av det åter självständiga Polen. Under Nazitysklands och Sovjetunionens gemensamma invasion av Polen 1939 införlivades den i Vitryska SSR och döptes om till det nuvarande namnet, "Röda Stjärnan".  

## Natur och klimat
Terrängen runt Krasnaja Zvjazda är platt. Runt Krasnaja Zvjazda är det ganska glesbefolkat, med 39 invånare per kvadratkilometer.. Närmaste större samhälle är Kletsk, 6,7 km nordväst om Krasnaja Zvjazda.
Omgivningarna runt Krasnaja Zvjazda är en mosaik av jordbruksmark och naturlig växtlighet.